# Petar Zrinski
Petar Zrinski (Vrbovec, 6 de junio de 1621-Wiener Neustadt, 30 de abril de 1671; en húngaro, Zrínyi Péter) ban y escritor croata. Miembro de la familia Zrinski, era hijo de Juraj V Zrinski y  Magdalena Szechy, y padre de Helena Zrínyi.  Tuvo un papel importante en la conspiración de los magnates y fue ejecutado por traición. 

## Herencia

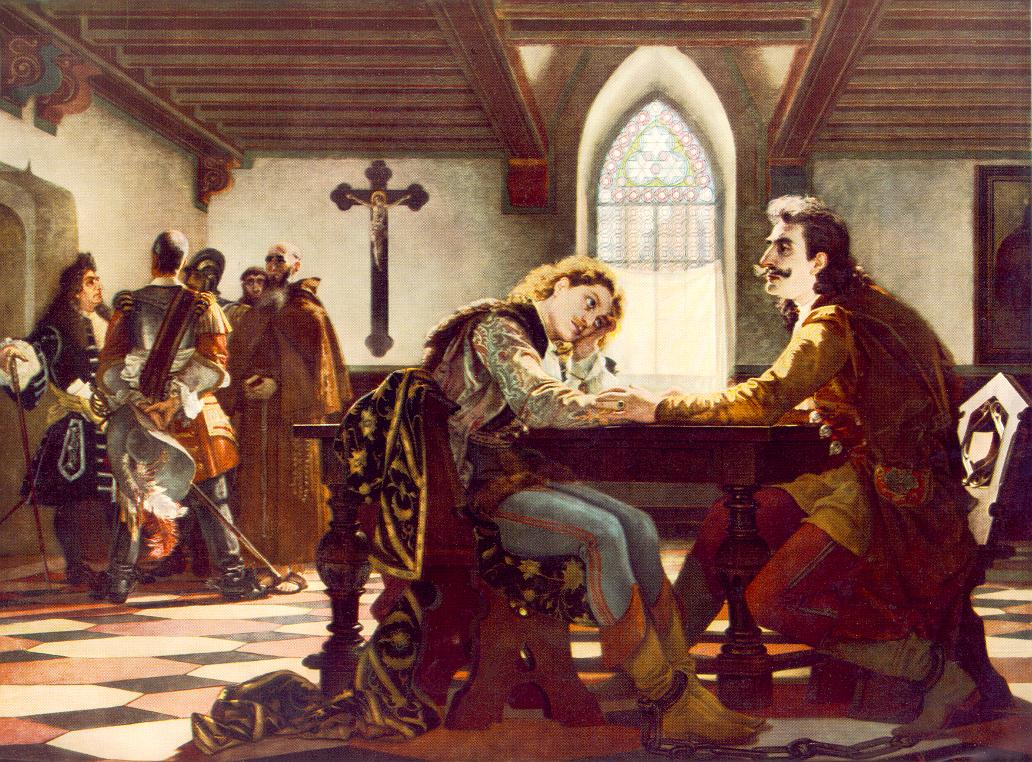
Petar Zrinski y Fran Krsto Frankopan.

Se hallaron en 1907 los restos óseos de Zrinski y Frankopan  en Austria. Se llevaron a Zagreb en 1919 para ser inhumados en la Catedral de Zagreb. Los retratos de  Zrinski y Frankopan se usaron para los billetes de 5 kunas entre 1993 y 2001.

## Obra
- Acta coniurationem Petri a Zrinio et Francisci de Frankopan nec non Francisci Nádasdy illustrantia